# MSN Explorer
MSN Explorer är en webbläsare utvecklad av Microsoft som har integrerade MSN och Windows Live-funktioner såsom Windows Live Hotmail och Windows Live Messenger i en och samma webbläsare. För att utnyttja dessa tjänster krävs ett Windows Live ID (tidigare känt som ett Microsoft Passport eller .NET Passport). Version 6 av MSN Explorer är integrerad i Windows XP. Version 7 släpptes till Windows XP under samma period. MSN 8 och 9 släpptes 2002 respektive 2004.
MSN Explorer är en grafikkrävande version av Internet Explorer och kan uppfattas som ett Internet Explorer-skal.
Utvecklingen av gratisversionen av MSN Explorer upphörde för att istället erbjuda en version som endast är tillgänglig med MSN Internet Access, men den sista gratisversionen (version 7) är fortfarande tillgänglig för de som inte har en MSN Service Provider.
Från och med version 9 är användare tvungna att betala och prenumerera på MSN Explorer. Det krävs också att användaren har ett Windows Live ID, men beroende på vilken programversion man använder behöver man inte alltid prenumerera på andra MSN-tjänster. Användargränssnittet består av mycket Flash-animeringar. Versioner som är nyare än 9.5 stöds av Windows Vista. Version 9.6 släpptes under juni 2008 och innehåller nödvändiga revideringar för en uppdaterad synkroniseringsteknik för e-postinkorgen och ersätter menyalternativet MSN Parental Controls med länkar till den nya Windows Live Family Safety.

## Funktioner
- Favoriter
- Windows Live Hotmail
- Kalender
- Windows Live Address Book
- Windows Live Messenger
- MSN Photos
- Windows Live Spaces
- MSN Encarta
- MSN Entertainment
- MSN Pengar
- MSN Shopping
- Download Manager
- Windows Live Search